# Уряд Нідерландів
Уряд Нідерландів — вищий орган виконавчої влади Нідерландів. Нинішній кабінет міністрів Нідерландів є четвертим кабінетом Рютте, який перебуває при владі з 10 січня 2022 року. Його очолюють прем'єр-міністр Марк Рютте та його заступники Сіґрід Кааґ, Вопке Гукстра та Карола Шоутен.

## Діяльність
Кабінет міністрів складається з міністрів і державних секретарів. Кабінет міністрів очолює прем'єр-міністр. Існує від дванадцяти до шістнадцяти міністрів, більшість з яких також є керівниками певних урядових міністерств, хоча часто є деякі міністри без портфеля, які мають сфери відповідальності в одному чи кількох міністерствах. Наприклад, певний час був міністр співробітництва в галузі розвитку, який працює в Міністерстві закордонних справ. У більшості міністерств також є державний секретар, який відповідає за частину відповідного портфеля. Державним секретарям (наприклад, відділу торгівлі та розвитку) надається право називати себе «міністрами» в інших країнах і вважатися такими для протокольних цілей, не маючи жодних внутрішніх прав, наданих конкретно міністрам. Важливо те, що державні секретарі не є членами Ради міністрів.
Політику кабінету координує Рада міністрів, в якій беруть участь усі міністри, включаючи міністрів без портфеля. Рада ініціює закони та політику.

## Голова уряду
- Прем'єр-міністр — Марк Рютте (англ. Mark Rutte).
- Віце-прем'єр-міністр — Сіґрід Кааґ (англ. Sigrid Kaag).

## Кабінет міністрів
Склад чинного уряду подано станом на 27 січня 2017 року.
| Логотип | Міністерство                                                 | Міністр                                           | Фото | Час на посаді | Час на посаді | Партія | Партія | Вебсайт |
| ------- | ------------------------------------------------------------ | ------------------------------------------------- | ---- | ------------- | ------------- | ------ | ------ | ------- |
|         | Міністерство загальних справ                                 | Марк Рютте (Mark Rutte)                           |      |               |               |        |        |         |
|         | Міністерство фінансів                                        | Сіґрід Кааґ (Sigrid Kaag)                         |      |               |               |        |        |         |
|         | Міністерство внутрішніх справ і королівських відносин        | Слот Ханке Брюїнс (Hanke Bruins Slot)             |      |               |               |        |        |         |
|         | Міністерство внутрішніх справ і юстиції                      | Ділан Єшільгоз-Зегеріус (Dilan Yeşilgöz-Zegerius) |      |               |               |        |        |         |
|         | Міністерство сільського господарства                         | Карола Шоутен (Cornelia Johanna Schouten)         |      |               |               |        |        |         |
|         | Міністерство економіки та клімату                            | Мікі Адріансенс (Monique Anne Maria Adriaansens)  |      |               |               |        |        |         |
|         | Міністерство житлово-комунального господарства               | Стеф Блок (Stef Blok)                             |      |               |               |        |        |         |
|         | Міністерство зовнішньої торгівлі та розвитку співробітництва | Ліліанн Плумен (Lilianne Ploumen)                 |      |               |               |        |        |         |
|         | Міністерство закордонних справ                               | Вопке Гукстра (Wopke Bastiaan Hoekstra)           |      |               |               |        |        |         |
|         | Міністерство інфраструктури та водного господарства          | Марк Хардерс (Mark Harbers)                       |      |               |               |        |        |         |
|         | Міністерство оборони                                         | Кайса Оллонґрен (Kajsa Ollongren)                 |      |               |               |        |        |         |
|         | Міністерство освіти, культури і науки                        | Робберт Дейкграаф (Robertus Henricus Dijkgraaf)   |      |               |               |        |        |         |
|         | Міністерство охорони здоров'я, добробуту та спорту           | Ернст Кейперс (Ernst Johan Kuipers)               |      |               |               |        |        |         |
|         | Міністерство соціальних справ та зайнятості                  | Карієн ван Генніп (Karien van Gennip)             |      |               |               |        |        |         |